# Omphalotus mexicanus
Omphalotus mexicanus är en svampart som beskrevs av Guzmán & V. Mora 1984. Omphalotus mexicanus ingår i släktet Omphalotus och familjen Marasmiaceae.   Inga underarter finns listade i Catalogue of Life.